# Incestuel
L’incestuel est une notion de psychanalyse de Paul-Claude Racamier apparue entre 1980, et 1995 pour définir un mode relationnel en lutte contre les distinctions individuelles et générateur de confusion. C'est une façon d'interagir mise en pratique dans les actes et qui repose sur le secret de cette indistinction. Racamier parle de « tabou de la confusion des êtres ». 
Il a été identifié en « arrière plan » des situations d'inceste, d'où son nom. Cette sorte d'ambiance familiale peut tout aussi bien exister en l'absence d'inceste, même si les deux semblent se favoriser mutuellement. On parle ainsi de causalité circulaire. 
Ce climat relationnel qualifié d’incestuel est lui-même une atteinte à l'intégrité des personnes, ce que l'on retrouve dans les expressions suivantes : « L’incestuel c’est l’inceste moral », « un climat où souffle le vent de l'inceste, sans qu'il y ait inceste », ou encore « ce qui dans la vie psychique porte l'empreinte de l'inceste ».
« L’incestuel définit une modalité propre d’organisation de la vie psychique individuelle et plus encore familiale » qui « édicte comme tabou non pas l’inceste mais la vérité sur l’inceste ».

## Définition
Racamier définit par l'incestuel un mode de fonctionnement particulier entre les individus d'une même famille, qui « porte l'empreinte de l'inceste », qui ne peut se déceler que dans l’échange, et qui révèle une organisation singulière de la vie psychique :
- « Incestuel qualifie ce qui dans la vie psychique individuelle et familiale porte l'empreinte de l'inceste non fantasmé, sans qu'en soient nécessairement accomplies les formes génitales[R2006 3]. »
- L'incestuel est relatif à l'interpersonnel et se dévoile dans la relation, ce qui fait préciser à Racamier que « c’est en famille qu’il peut s’observer : les cliniciens qui n’ont pas cette expérience n’ont aucune chance d’en avoir jamais l’écho[R2006 6]. »
- L'incestuel est une organisation de la vie psychique qui « rejette et dénie les deux organisations de conflit les plus importantes de la vie psychique : le tabou de l’inceste et le poids du deuil originaire[R2006 7]. »

D'autres que Racamier affirmeront plus tard que « Le fonctionnement incestuel se caractérise avant tout par la confusion.

Confusion des individus d’abord, avec absence d’individuation [...] Confusion des générations ensuite [...] », ce qui apparaît dans un rapport à l'autre qui outrepasse les limites individuelles et fausse les places au sein des familles. 

### Inceste et incestuel
« Inceste et incestuel se trouvent entremêlés dans une causalité circulaire. »
L'inceste est un acte à rapprocher de l'incestuel à bien des égards, mais l'incestuel ne désigne pas l'inceste, il ne désigne pas un rapport sexuel mais d'autres rapports inter-individuels qui « en portent l'empreinte » sans en être.
Cette notion d'incestuel est donc définie en l'absence de passage à l'acte incestueux, pour bien l'en distinguer, mais l'incestuel ne s'oppose pas pour autant à l'inceste, c'est même au contraire un climat familial qui le permet puisqu'il floute les limites individuelles à respecter, les lois relatives, et installe le tabou de la vérité comme loi de substitution. Le climat familial incestuel peut ainsi autoriser et masquer le passage à l'acte incestueux.
« Il peut tout à fait se produire des incestes réels de nature incestuelle » dans la mesure où pour l'auteur de l'inceste l'autre n'est pas perçu comme étant complètement autre. Racamier propose aussi les termes de quasi-inceste, ou pseudo-inceste, ce qui ne disqualifie pas l'acte d'inceste, mais la faculté de l'auteur à en concevoir la nature.

## Structuration du psychisme associé
Racamier a aussi théorisé un fonctionnement intrapsychique associé, comme un développement psychologique n'ayant pas pu résoudre le complexe d’Œdipe, et qui peut donc se définir par opposition à ce dernier.

### Alternative au complexe d’Œdipe
L'incestuel pointe une organisation distincte de celle théorisée par le complexe d’Œdipe, alternative, voire opposable :
- Si le passage par le complexe d'Œdipe construit le psychisme en confrontant les pulsions internes fantasmées au monde des lois sociales dont l'interdit universel de l'inceste, l'incestuel est agi dans un mécanisme de confusion des rôles familiaux qui crée un brouillard qui s'oppose à la claire distinction des individus.
- Si le complexe d’Œdipe s'articule autour du fantasme, l'incestuel s'articule lui autour du fantasme-non-fantasme[1], donc pas autour de l'imaginaire mais de l'action non fantasmée qui vient se substituer au fantasme.
- Si le complexe d’Œdipe crée le surmoi, l'incestuel crée le surantimoi[JR2003 3], donc pas de loi internalisée, mais un mécanisme d'évitement de la distinction du soi.

### De l’«antœdipe» à l’incestuel
L'évolution normale, habituelle, tel que théorisé à partir de Freud, traverse une période œdipienne qui forge la mise en place du surmoi et la fonction fantasme liée à l'imaginaire. Mais dans l'évolution et la mise en place du psychisme relatif à l'incestuel, l'obstacle œdipien n'est pas surmonté, mais évité. 
Cette conceptualisation est adossée à l'« antœdipe » , notion qui permet à Racamier de distinguer l'Anti-Œdipe, ce qui fait obstacle à la structuration œdipienne, et l'anté-œdipe, « ce à quoi le psychisme est alors renvoyé ». La bifurcation se situe donc à la fois "avant" et en "opposition" avec le passage par le complexe d'Œdipe.
Dans cet état psychique antœdipien règne le conflit des origines, et le psychisme est géré par le « tabou de la confusion des êtres ». Ce tabou, s'il est bien en place, interdit de ne pas se confronter à l'obstacle de l’œdipe qui impose d'accepter une loi sociale pour sortir de ce que Racamier appelle la séduction narcissique, c'est-à-dire le rapport à l'autre comme s'il faisait partie de soi, autrement appelé contrat symbiotique par Jacques Robion.
« « Je veux rester uni, mais je ne m’en octroie pas le droit », voilà l’antœdipe. « Je veux me différencier, mais je n’en ai pas le droit », voilà le conflit psychique primordial. »
Il se peut que l'interdit de se différencier reste trop fort. « La relation narcissique ne s’achève pas car la mère n’entend pas qu’elle s’achève : tout simplement elle ne le supporte pas » (Racamier, 1995, p. 34). Le conflit des origines, « entre désir de différenciation et désir d’indifférenciation » n'est par résolu par la différentiation et son cortège d'effets secondaire de loi interne et de relation imaginaire, mais par un agencement psychique qui permet de « continuer à ne faire qu’un : rester un au lieu de deux ».
S’établit alors un rapport à des alter-ego qui ne sont pas vécus comme étant autres, et pour ce faire c'est la fonction paradoxale qui tombe, l’alerte d'incompatibilité, et cette nouvelle organisation tolère, voire recherche, les dualités antagonistes. On le retrouve dans la notion centrale de fantasme-non-fantasme, et tout un vocabulaire spécifique utilisé pour décrire cette structure psychique, qui aboutit à interdire la vérité par nature incompatible avec ce type d'organisation psychique qui tolère la présence de données incompatibles entre elles.

## Mode d'action de l'incestuel
Comme l'inceste, l'inceste moral qu'est l'incestuel est agi : C'est « le substitut déguisé d’un acte incestueux non parlé mais agi ». Il est réalisé par d'autres biais que l'acte sexuel, mettant en jeu notamment des équivalents et des secrets.

### Équivalents d'inceste et objets incestuels
L'incestuel, dans les faits, se trouve incarné dans des actes ritualisés autour d'objets de substitution, actes vécus avec une charge d’excitation assimilable au sexuel sans qu'il ne puisse en être question.
Il peut s'agir de rapports compulsifs à l'argent ou à des objets, de comportements de consommation (nourriture, alcool...), ou toute autre activité « indûment érotisée » (Stoll et Hurni, 1995). Ces rapports cumulent l’attrait sexuel et l’attrait narcissique, et deviennent tabou lorsqu’un étranger (dont le thérapeute) tente de l'approcher,. 
Ce sont donc des actes anodin au premier abord, mais porteur d'une charge d’excitation et d'une intimité inter-individuelle inappropriés, en contradiction avec la banalité de l'acte. Par exemple :
«  Ils palpent avec ardeur des chèques des comptes et des billets. Un air insidieusement indécent flotte autour de ces échanges. Lorsque vous tentez d’en faire un commentaire, vous êtes rabroué comme si vous aviez commis une inconvenance. »

### Secret incestuel
Le secret est souvent celui de l'inceste ; à l'acte incestueux vient alors s'ajouter un tabou moral, incestuel.
Mais d'autres cas sont possibles, en particulier celui d'un décès. Le deuil étant incompatible avec la structure incestuelle, la mort de la personne, souvent idéalisée, devient tabou, et alors « la mémoire qui se perpétue n’est pas celle du mort, c’est celle du non deuil de sa mort ».
Ces secrets agissent comme la délimitation d'une intimité non plus individuelle mais déporté à l’échelle de la famille, du privé. L’atteinte à l'intimité que représente ce déphasage pour l'individu est alors réattribué à une atteinte du "monde extérieur" contre lequel le "corps familial" devrait se défendre :
« Le monde extérieur étant souvent vécu comme persécuteur, le domaine public est en général réduit à son minimum et alimenté en falsifications et autres leurres, visant à dérouter l’interlocuteur extrafamilial. »
Le secret incestuel floute ainsi les limites entre l'intime et le groupe, ce qui semble immuniser contre l'exprimable. Racamier explique : « Comme les équivalents d’inceste, ils sont à la fois cachés et exhibés. Ils sont l’objet d’un « double déni »  : on ne peut ni les dire, ni les cacher, ils ne peuvent ni s’oublier, ni se percer à jour. »
René Kaës a traité ce sujet du secret incestuel en 1999 sous l’appellation « pactes dénégatifs » ce qu'il explique être fondés sur un déni commun,.

## Pathologies
«  Un problème s’est posé à moi, qui était de savoir si une organisation psychotique pouvait se reconnaître et se comprendre psychanalytiquement parlant, comme une entité autonome et capable de fonctionner seule à son propre compte ; or, j’avais déjà résolu cette question : je savais qu’une schizophrénie par exemple est un processus ouvert, béant, branché sur l’entourage, étroitement articulé à lui, je le savais depuis les années 1950, à l’encontre de la perspective courante en psychanalyse, qui envisageait la psyché uniquement comme un appareil autonome.  »
L'incestuel est une théorie qui n'a pas valeur de pathologie reconnue, notamment parce qu'elle se place sur un autre plan que le plan individuel : c'est une patholologie d'échelle familiale. C'est à l'échelle de la famille, ou du groupe, qu'elle est observable et quelle est de nature pathologique c'est-à-dire que le pathos, la souffrance, est identifiable.
Néanmoins, l'incestuel est lié par les théories de sa mise en évidence, ainsi que par les déductions sur les psychismes associés, à des pathologies reconnues, dans la mesure où, comme le présente Robion, elle résout l'équation impossible du cumul de :
- L'interdit primaire de différentiation : « ne te différencie pas », qui émane de la mère ou du groupe familiale incestuel ;
- L'interdit tertiaire d'indifférenciation : « Différencie-toi », qui émane globalement des autres et de la société.

C'est le conflit entre ces deux ordres intériorisés, l'un d'eux étant de nature incestuelle l'autre non, qui est relié aux pathologies décrite relativement à l’individu. C'est du moins ce que fait Robion, tandis que Racamier semble avoir pour sa part limité l’appellation « incestuel » au domaine de l'interpersonnel bien qu'il connaisse parfaitement, pour les avoir théorisés, les mécanismes individuels associés au « territoire clinique de l'incestuel ». 
Paule Amiel affirme néanmoins un rapport causal en pointant une « immense pathologie du secret, du non-dit, qui, depuis plusieurs décennies maintenant, tente de se faire entendre comme source majeure de troubles psychiques graves »

### Schizophrénies
Racamier fait remonter l'élaboration de cette théorie de l'incestuel à son ouvrage de 1980 : les schizophrénes. C'est ainsi de l’étude du relationnel environnant de la schizophrénie qu’apparaît l'idée de séduction narcissique, puis le principe d'incestuel. Le rapport semble présenté par Jacques Robion :
« Ainsi le schizophrène opère la forclusion de son désir de différenciation physico-existentielle d’avoir été englué dans une symbiose généalogique lui enjoignant de ne jamais aborder la question de sa naissance. » Il précise néanmoins un peu plus loin « Mais, la plupart du temps, l’interdit primaire psychogénétique est la seule création de l’enfant ».
Il y aurait donc un lien, un rapport, une proximité ou encore une coexistence entre incestuel et schizophrénie, où du moins entre le traitement de ces sujets, mais sans affirmation que l'un puisse être cause de l'autre.

### Psychoses
Pour Racamier l'approfondissement clinique de l'incestuel a consisté à « repérer les territoires cliniques auxquels s’étend l’empire de l’incestuel ; ces territoires, qu’on peut qualifier de péripsychotiques, débordent celui des psychoses et s’étendent dans l’enfance ; l’interaction familiale et la gravité des atteintes cliniques en restent les traits fondamentaux  ». Donc l'empire de l'incestuel inclus celui des psychoses puisqu'il le déborde.
Il rattache aussi l'émergence de ce sujet de l'incestuel aux travaux de « Harold Searles (1965) ou Luc Kaufmann (1967), qui se sont interrogés sur la place de l’œdipe dans les psychoses, et ont relevé, en l’absence de l’habituel tabou de l’inceste, l’émergence incongrue de « fantasmes » pseudo-œdipiens à l’état brut (1967). ».
Une parenté entre la structure la psychose et la structuration psychique liée a l'incestuel est donc pointé, mais pas une égalité puisqu'on pourra lire que cette structuration psychique est réputée être entre psychose et perversion.

### Perversions
C'est un sujet étudié et présenté conjointement à l'incestuel par Racamier, en particulier dans l'ouvrage le génie des origines.
Pourtant là encore le sujet reste périphérique, en proximité, mais sans que Racamier ne fonde de lien direct de cause à effet, ce qui n'est pas un oubli ni une ignorance puisqu'il est un des théoriciens d'une forme de psychologie perverse, la perversion narcissique, là encore selon une approche interpersonnelle.
D'ailleurs le rapport à la pathologie perverse peut être complètement évité, comme le fait Jacques Robion qui propose l'hypothèse d'un simple défaut d'individuation « La stase psychogénétique a plus souvent à voir avec une subjectivation en souffrance de la mère qu’avec un désir inconscient chez celle-ci de voir son rejeton mourir ou ne pas exister. Les mères prétendues « mortifères » vont pouvoir enfin respirer ! ». En d'autres termes : l'arrêt du développement psychique a plus souvent à voir avec un défaut de la capacité de la mère à se distinguer elle-même de l'autre.
Loin des positions extrêmes de la perversion narcissique, l'incestuel peut alors se concevoir jusqu'aux portes de la normalité et même au-delà, dans les lacunes d'individuation courante et sans pathologie individuelle. Dans certains cas il ne reste alors plus qu'une pathologie d'échelle interindividuelle, comme la définit Racamier.

### Correspondance
Les théories de Jacques Lacan avec le « soi morcelé » et le rapport au « réel » (dans son approche de la psychose) semblent approcher le principe d'incestuel, ou du moins puiser aux mêmes sources du développement psychique, mais « l’exclusion incestuelle du tiers n’a rien à voir avec la notion lacanienne de forclusion du tiers symbolique ».
Il a été proposé que la désignation d'enfant sorcier, issue de l’Afrique sud-saharienne, serait un préalable à la notion de Racamier « comme tentative de mettre en mots un vécu incestuel fait de confusions multiple ».

### Ouvrages
- Paul-Claude Racamier, L'Inceste et l'Incestuel, Collège de Psychanalyse, 1995  (ISBN 2911474007).

#### Extraits
- Roger Perron, « Racamier, Paul-Claude », p. 1375-1376, in Alain de Mijolla (dir.), Dictionnaire international de la psychanalyse 2. M/Z. Calmann-Lévy, 2002,  (ISBN 2-7021-2530-1).

### Articles
- Paul-Claude Racamier :
  - L'Incestuel, p. 154-164 de Gruppo no 9 1993
  - L'Incestuel Groupal no 3 - 1997 (220 p.) (dont Brève histoire de l'incestuel, Paul-Claude Racamier p. 7-16)
  - « L'Incestuel », Empan, 2006/2 no 62, p. 39-46, [lire en ligne].
- Flore Gélugne, Odile Abiven, Sylvain Lambert & Jean-Luc Vénisse, « Expression de l’incestuel. Intérêt et éléments de repérage de l’incestuel dans la pratique clinique », p. 183-196, Le Divan familial, 2006/01 « Jeu et créativité »  (ISBN 2848350970) [lire en ligne]
- Jeanne Defontaine, « L’incestuel dans les familles », Revue française de psychanalyse, 2002/1, vol. 66 p. 179-196, [lire en ligne]
- Édouard de Perrot, « Quelques réflexions à propos des termes : inceste, incestuel et abus », Psychothérapies, 2011/4, vol. 31, p. 257-269.
- Jacques Robion, « De la notion d’incestuel à celle d’interdit primaire de différenciation », Dialogue, 2003/3 no 161, p. 65-77. [lire en ligne]

## Liens